# 府中市立府中第二小学校
府中市立府中第二小学校(ふちゅうしりつふちゅうだいにしょうがっこう)は、東京都府中市緑町一丁目にある公立の小学校である。

## 沿革
- 1947年 （昭和22年） − 北多摩郡府中町立府中第二小学校が開校、開校式挙式が行われた12月3日が現在の開校記念日になっている。
- 1954年 （昭和29年） − 市制施行により、名称を府中市立府中第二小学校に変更。

## 学区域
以下、府中市ウェブサイトによる。
- 天神町
  - 一丁目　※一部を除く
  - 二丁目　※一部を除く

- 幸町
  - 二丁目　※一部を除く

- 府中町
  - 二丁目　
  - 三丁目

- 緑町
  - 一丁目　
  - 二丁目　
  - 三丁目　※一部を除く

- 宮町
  - 三丁目　※一部を除く

- 八幡町

## アクセス
出典は学校ウェブサイト
- 京王電鉄京王線府中駅北口から徒歩10分
- 京王電鉄バス「府中第二小学校前」下車

## 著名出身者
- 田家秀樹（音楽評論家、ノンフィクション作家、音楽番組パーソナリティ、音楽番組監修者、日本放送作家協会会員）